# Sylvain Lévi
Sylvain Lévi, född den 28 mars 1863 i Paris, död där den 31 oktober 1935, var en fransk indolog.
Lévi blev filosofie doktor 1890 (lärjunge till bland andra Bergaigne), innehade olika lärarplatser i sanskrit och indisk religionshistoria, tills han 1894 blev professor i sanskrit vid Collège de France. Lévi var ledamot av Société asiatique och hedersledamot av École française d’Extrême-Orient. År 1931 invaldes han i American Academy of Arts and Sciences. Sinologen Paul Pelliot och Asienforskaren Jurij Roerich tillhörde hans lärjungar.